# Kieron Richardson
Kieron Mark Richardson (Eccles, Gran Mánchester; 12 de enero de 1986) es un actor inglés más conocido por interpretar a Ste Hay en la serie Hollyoaks.

## Biografía
Es hijo de Donna Jackson, tiene tres hermanos Aaron, Poppy y Devon Richardson, quien interpretó a Niall Rafferty de pequeño en Hollyoaks. 
Su abuela Beryl Richardson murió a causa de cáncer en el 2009.
El 15 de septiembre de 2010 Kieron reveló durante el programa This Morning que es gay.
Kieron comenzó a salir con Carl Hyland, la pareja anunció que estaban comprometidos y finalmente se casaron en abril de 2015. Entre sus damas estuvieron las actrices Jennifer Metcalfe, Gemma Merna, Stephanie Davis, Jorgie Porter, Bronagh Waugh y Jazmine Franks. En diciembre de 2016 la pareja anunció que serían padres de gemelos, finalmente a finales de mayo de 2017 tuvieron sus gemelos Chase Hyland-Richardson y Phoebe Hyland-Richardson.

## Carrera
Después de aparecer brevemente en Hollyoaks: In the City los productores le ofrecieron el personaje de Ste Hay en la serie Hollyoaks donde aparece desde el 17 de febrero de 2006, hasta ahora. Kieron se fue por un tiempo de la serie y regresó el 25 de septiembre de 2007 y desde entonces aparece.
En el 2010 participó en el programa Dancing on Ice su pareja fue la patinadora profesional Brianne Delcourt y quedaron en tercer lugar.
En el 2011 junto a la actriz Bronagh Waugh comenzó a presentar en la estación de radio Gaydar.

## Filmografía

### Series de televisión
| Año             | Título                 | Personaje       | Notas                             |
| --------------- | ---------------------- | --------------- | --------------------------------- |
| 2006 - presente | Hollyoaks              | Steve "Ste" Hay | 922 episodios                     |
| 2006            | Hollyoaks: In The City | Steve "Ste" Hay | 2 episodios                       |
| 2007            | It's Adam and Shelley  | -               | episodio # 1.7                    |
| 2006            | Heartbeat              | Ricky Smith     | episodio "Dead Men Do Tell Tales" |

### Películas
| Año  | Título    | Papel   | Notas                                       |
| ---- | --------- | ------- | ------------------------------------------- |
| 2011 | Fragments | Jay-Jay | junto a Colin David Jackson y Melise Holder |

### Apariciones
| Año  | Programa              | Notas                      |
| ---- | --------------------- | -------------------------- |
| 2010 | Dancing on Ice        | 24 episodios - concursante |
| 2010 | Dancing on Ice Friday | 8 episodios                |

### Teatro
| Año  | Obra       | Papel               | Teatro          |
| ---- | ---------- | ------------------- | --------------- |
| 2006 | Cinderella | Príncipe Encantador | Embassy Theatre |

## Premios y nominaciones
| Año  | Categoría                                              | Premio                    | Serie     | Resultado |
| ---- | ------------------------------------------------------ | ------------------------- | --------- | --------- |
| 2017 | Best Male Dramatic Performance                         | British Soap Award        | Hollyoaks | Nominado  |
| 2016 | Best Actor                                             | British Soap Award        | Hollyoaks | Nominado  |
| 2016 | Serial Drama Performance                               | National Television Award | Hollyoaks | Nominado  |
| 2014 | Best Actor                                             | British Soap Award        | Hollyoaks | Nominado  |
| 2013 | Sexiest Male                                           | British Soap Award        | Hollyoaks | Nominado  |
| 2013 | Best On-Screen Partnership (junto a Emmett J. Scanlan) | British Soap Award        | Hollyoaks | Ganaron   |
| 2011 | Best On-Screen Partnership (junto a Emmett J. Scanlan) | British Soap Award        | Hollyoaks | Nominados |